# Balogsemjén nemzetség
(Balog-Semjén, Bolok-Symian, Bolok Simián, Semyen)
A száznyolc ősi nemzetség egyikének számító Balog-Semjén nemzetség tagjainak birtokai a mai Kállósemjén (Kálló-Semjén) körül és a Szamos alsó folyásánál
voltak találhatók.
E nemzetségből származik a Semjéni, ill. Kállay, Biry és Domahidy család.
Az első, oklevélben említett, a honfoglaló Balog-Semjéntől leszármazó, Ubul (1202)
Három fia született:
Egyed (Comes de Zabolch), Mihály (Comes de Kállay) és Gergely (Comes de Biry).
A 13. század végén birtokaik nagy többsége Szabolcs és Szatmár vármegyében, tehát Aba Amadé tartományuraságának déli peremén feküdt. Ezidőben kezdődött ellenségeskedésük. Amikor Amadé szembefordult IV. Lászlóval, a Balogsemjének megmaradtak a király hűségén. A nemzetség egyik tagja elfoglalta Amadé „kürüi” (alighanem kőrévi) várát, és elfogta a tartományúr több [familiárisát. Amadé nagy erővel csapott vissza, és elfoglalta a Balogsemjének egy egész sor szabolcsi falvát. Közelebbről nem ismert hatalmaskodók a Balogsemjéneket birtokaikról elűzték. A családfő Esztergomba menekült, fiai pedig Lengyel-, illetve Oroszországba.
A nemzetség már III. András uralkodása alatt megpróbálta visszakövetelni birtokait, de nem jártak eredménnyel, mert Aba Amadé a király stabil híve, egyik fő támasza volt. Halála után a Balogsemjének Wittelsbach Ottó híveiül szegődtek, és a tőle kapott oklevéllel próbálták birtokaikat visszaszerezni — ismét csak eredménytelenül. Ez ráébresztette őket arra, hogy az Abák ellen érdemi fellépést egyedül Károly Róberttől várhatnak,l ezért átpártoltak hozzá. Ő 1310-ben elődeihez hasonlóan csak elvben adta vissza elvesztett birtokaikat, de Amadé halála után felvállalta a konfliktust a  tartományúr özvegyével és fiaival. Ebben a Balogsemjének aktívan és tevékenyen, fegyveresen is támogatták, aminek eredményeként a rozgonyi csata után ténylegesen is visszaszerezhették egykori javaikat (Kristó, 1978).

## Kállay család
A Kállay család (Nagykállói) egyike legrégibb nemesi családainknak, amely Szabolcs-Szatmár-Bereg megyében a család nevét és előnevét adó Nagykálló (Nagy-Kálló) mezővárost minden oklevél szerint és valószínűleg azon is túl az államalapítás vagy a honfoglalás óta birtokolta. 13. századi oklevelek tanúsítják, hogy a Balogsemjén nemzetségből ered.
- Balogsemjén nembeli Ubul II. András király korában

- Balogsemjén nembeli Egyedet tekintik a család közvetlen ősének (Kristó 1978, p. 77.). Ő Károly Róbert oldalán részt vett a rozgonyi csatában.
- Kállay János lásd: mohácsi csata
- Kállay Miklós miniszterelnök.
- Kállay Béni Osztrák–Magyar Monarchia közös pénzügyminisztere
- Kállay Tibor pénzügyminiszter
- Dusan Kállay Andersen díjas (1988) könyvillusztrátor

## Domahidy család
A Domahidy ág ősi fészke Domahida helység, mely az 1730-as évek végén a Kraszna (folyó) jobb partján állott, hol egykor megyei gyűléseket is tartottak.
1738-ban azonban birtokosa, Domahidy István a folyó bal partjára, az Ecsedi-láp szélére telepítette át, Nagykároly és Szatmár közé.
Az 1800-as években még teljes egészében Szatmár megyében élő család többi birtoka
nagyrészt a Szamos folyó két oldalán Angyaloson (Szamosangyalos), Sályiban (Szamossályi, valamint Pátyodon, Kisnaményban, Orosziban (Vámosoroszi), és az Érmelléken, Endréden volt.